# Equilibrio meccanico
In meccanica newtoniana, in particolare in statica, si dice che un sistema è in equilibrio meccanico quando la sommatorie di tutte le forze esterne e di tutti i momenti meccanici esterni risultano nulli.
In formule:
{\displaystyle {\begin{cases}\sum \mathbf {F} ^{(e)}=0\\\sum \mathbf {M} ^{(e)}=0\end{cases}}}
La prima equazione determina l'equilibrio traslazionale del sistema, in quanto, per la seconda legge di Newton, implica che l'accelerazione del centro di massa sia nulla. La seconda invece determina l'equilibrio rotazionale del sistema, perché implica che l'accelerazione angolare sia nulla, per la seconda legge cardinale.
Una definizione alternativa dice che un sistema è in equilibrio meccanico se la sua posizione nello spazio delle configurazioni è in un punto dove il gradiente dell'energia potenziale è nullo.

## Equilibrio statico
L'equilibrio statico è un caso particolare di equilibrio meccanico di particolare interesse, nel quale velocità e velocità angolare iniziale sono entrambe nulle, quindi il sistema è in quiete. Affinché ci sia equilibrio statico nel dato riferimento inerziale, è dunque necessario e sufficiente che si verifichino contemporaneamente le seguenti condizioni:
{\displaystyle \left\{{\begin{aligned}&\mathbf {v} =0\\&{\boldsymbol {\omega }}=0\\&\sum \mathbf {F} =0\\&\sum \mathbf {M} =0\end{aligned}}\right.}
ovvero velocità lineare e angolare nulla, forza risultante nulla, e per il secondo principio anche l'accelerazione, e somma di tutti i momenti meccanici nulla, e per la seconda equazione cardinale, anche l'accelerazione angolare.
L'annullamento della risultante delle forze, nel caso conservativo, si traduce nell'esistenza di un punto stazionario per il potenziale in funzione dei parametri variabili indipendentemente.

### Tipi di equilibrio statico

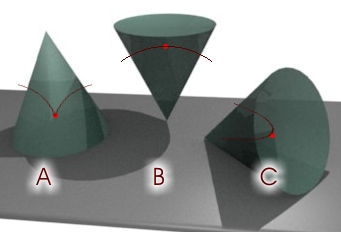
Tre coni in equilibrio statico. Sono indicate le posizioni dei baricentri e il grafico locale del potenziale (proporzionale all'altezza)

A seconda del tipo di criticità del potenziale nel punto di equilibrio statico si distinguono tre casi: equilibrio stabile (potenziale minimo locale), equilibrio instabile (massimo locale o flesso orizzontale), equilibrio indifferente (potenziale localmente costante). Nel primo caso una piccola variazione delle condizioni causa un richiamo del sistema verso il punto di equilibrio; nel secondo causa una divergenza, o un allontanamento verso un equilibrio stabile; nel terzo le piccole variazioni portano a nuove configurazioni di equilibrio.
Un semplice esempio può esser fatto nel caso di un corpo rigido (prendiamo un cono) nel campo gravitazionale (vedi figura).
Nella prima configurazione il baricentro del cono è nel suo punto di minima altezza, e un colpetto lo farebbe oscillare per poi ricadere nel punto di equilibrio (equilibrio stabile).
Nel secondo caso il baricentro è in un massimo, ed una minima alterazione della precaria condizione di equilibrio porterebbe il cono a cadere, portando il baricentro più vicino possibile a terra (equilibrio instabile).
Nel terzo caso il baricentro, qualunque sia la piccola sollecitazione, rimane sempre alla stessa altezza da terra, e si stabilisce di volta in volta nella nuova posizione assunta (equilibrio indifferente).

## Equazione generale delle macchine
Per un qualunque meccanismo, un sistema cinematico che di conseguenza è un sistema labile, (ad es. un manovellismo, un sistema costituito da leveraggi, un quadrilatero articolato), vale l'equazione generale delle macchine: la somma algebrica dei lavori compiuti in un certo intervallo di tempo, da tutte le forze agenti sugli elementi della macchina, eguaglia la variazione di energia cinetica del sistema durante il medesimo intervallo di tempo:
{\displaystyle W_{m}+W_{r}+W_{p}={\Delta E_{k}}}
Dove:
- {\displaystyle W_{m}}  è il lavoro motore, applicato dall'esterno sul sistema, che risponderà con uno spostamento generalizzato (spostamento o rotazione a seconda dei casi) rigido, quindi non in presenza di un campo di deformazioni
- {\displaystyle W_{r}}  è il lavoro resistente, anch'esso applicato dall'esterno sul sistema, contributo di elementi sui quali non agisce una forza o coppia motrice, dovuto a quelle cause che si oppongono al moto, quale ad esempio la forza peso del sistema stesso quando non produce potenza attiva. Poiché si oppone al moto, avrà segno opposto rispetto a  {\displaystyle W_{m}}, quindi, se lo consideriamo con segno, sarà negativo
- {\displaystyle W_{p}}  è il lavoro perduto, dovuto alle azioni d'attrito interne al sistema dinamico stesso. Anch'esso si oppone al moto, quindi, avrà segno opposto al primo termine, cioè negativo.
- {\displaystyle \Delta E_{k}}  al secondo membro, è la variazione dell'energia cinetica posseduta dal sistema. Essa è nulla in condizioni di regime (velocità lineari e angolari costanti), positiva se il sistema accelera, negativa se decelera. Nel primo caso, di conseguenza, introduciamo lavoro motore nella macchina, che si va a distribuire negli altri termini, con incremento di velocità del sistema, ad esempio nei transitori di avviamento; in quest'ultimo caso, invece, si avrà lavoro motore a scapito di energia cinetica

Derivando membro a membro rispetto al tempo, è possibile scriverla in termini di potenza e si ha:
{\displaystyle P_{m}+P_{r}+P_{p}={\frac {\mathrm {d} E_{k}}{\mathrm {d} t}}}
Essendo:
- {\displaystyle P_{m}}  la potenza motrice del sistema, quindi la potenza attiva applicata dall'esterno al sistema stesso
- {\displaystyle P_{r}}  la potenza resistente, che si oppone al moto degli elementi del sistema, dovuta all'azione di forze e coppie resistenti esterne, che assorbono questa aliquota di potenza
- {\displaystyle P_{p}}  la potenza perduta, dissipata per attrito interno agli elementi del sistema
- {\displaystyle P_{i}=-{\frac {\mathrm {d} E_{k}}{\mathrm {d} t}}}  la variazione di energia cinetica rispetto al tempo, quindi è un termine inerziale: se le forze e le coppie resistenti sono di elevata intensità, le variazioni di energia cinetica saranno piccole, poiché il sistema sarà contrastato nelle accelerazioni dei suoi membri.

Da notare che la distinzione fra lavoro perduto e lavoro resistente, o tra potenza perduta e potenza resistente, è puramente convenzionale: entrambi sono termini che si oppongono alle cause atte a produrre il moto. Si può, quindi scrivere:
{\displaystyle P_{m}+P_{r}+P_{p}+P_{i}=0}
Questa è l'equazione che esprime l'equilibrio dinamico di un meccanismo: durante il moto la sommatoria delle potenze che agiscono sul sistema è nulla.